# Britta Carlström
Britta Elisabet Carlström, född 25 februari 1950 i Stockholm, är en svensk konstnär.
Carlström, som är dotter till bussförare Leif Carlström och telefonist Karin Landén, genomgick Pernbys målarskola 1968–1969, Textilinstitutet i Borås 1969–1970 och Konstfackskolan (textil) 1970–1974. Hon har utfört en ridå till Teleskolan i Kalmar samt utsmyckat inredningen till färjan Saga Star och Gamla stans T-banestation. Hon har hållit separat- och samlingsutställningar i Stockholm, Malmö, Kalmar, Östersund, Borlänge, Norrköping, Skottland, Aten, Stavanger, New York och Berlin. Hon är representerad på Nationalmuseum, Norrköpings konstmuseum, Minnesota Art Museum och Statens konstråd. Hon tilldelades statligt arbetsstipendium 1983 och kommunalt stipendium 1983.